# Pehuenche
I Pehuenche ("popolo del pehuén" in lingua mapudungun) sono un popolo indigeno che faceva parte dei Mapuche, e che viveva sulle Ande in Cile ed Argentina centrale. Il loro nome deriva dall'ambiente ricco di colture di piñones, ovvero i semi dell'Araucaria araucana o pehuén. Nel XIV secolo i Pehuenche vivevano isolati sul territorio montagnoso racchiuso tra il vulcano Lonquimay e il fiume Maule, ma in seguito si araucanizzarono e furono parzialmente assorbiti dalle tribù Mapuche. 

## Cultura
I Pehuenche incorporarono la carne di cavallo nella loro dieta quando i primi cavalli spagnoli inselvatichiti raggiunsero le pendici delle Ande. Queste mandrie erano nate nella pampa umida dopo il secondo abbandono di Buenos Aires nel 1541. All'inizio cacciavano i cavalli come qualsiasi altro animale, ma in seguito iniziarono ad allevarli per sfruttarli come fonte di cibo e per il trasporto. Per conservare la carne di cavallo la trasformavano in charqui dopo averla essiccata al sole delle Ande.
Nella sua opera del 1787, Storia civica del Regno del Cile, Juan Ignacio Molina ne descrisse l'abbigliamento come diverso da quello Mapuche, per il fatto di non utilizzare pantaloni ma gonne, nonostante abbia aggiunto che la loro lingua e la loro religione non erano molto differenti. Disse anche che gli uomini utilizzavano orecchini e bracciali. Le manilla venivano usate per il conteggio. Molina li descrisse come nomadi (vagabondi fu il termine usato), e come i più commercianti e laboriosi tra "tutti i selvaggi".